# تسرگووا
تسرگووا (به لهستانی:  Cergowa) یک روستا در لهستان است که در گمینا دوکلا واقع شده‌است. تسرگووا ۱٬۴۰۰ نفر جمعیت دارد.